# Microregione di Baixo Pantanal
Baixo Pantanal è una microregione dello Stato del Mato Grosso do Sul in Brasile, appartenente alla mesoregione di Pantanais Sul-Mato-Grossenses.
È una suddivisione creata puramente per fini statistici, pertanto non è un'entità politica o amministrativa.

## Comuni
Comprende 3 comuni:
- Corumbá
- Ladário
- Porto Murtinho